# Mothers of the Disappeared
Mothers of the Disappeared – piosenka rockowej grupy U2, pochodząca z jej wydanego w 1987 roku albumu The Joshua Tree. Jest jedenastym i ostatnim utworem na tej właśnie płycie.
Piosenka opowiada o Matkach z Plaza de Mayo – matkach tysięcy „zaginionych” dzieci, które przeciwstawiły się zamachowi stanu dokonanemu przez Videla i Galtieriego w Argentynie w 1976 roku.
„Mothers of the Disappeared” była grana podczas zaledwie kilku koncertów trasy Joshua Tree Tour. Po jej zakończeniu nie została zagrana, aż do 1998 roku, kiedy grupa miała koncerty w Buenos Aires i Santiago. Występy te były bardzo emocjonalne, szczególnie, że gośćmi na nich były matki „zaginionych” dzieci. Podczas wykonywania piosenki, madres zostały zaproszone na scenę, skąd wypowiedziały imiona swych dzieci. Po tych koncertach utwór przestał być grany na żywo, do czasu, gdy U2 w ramach trasy Vertigo Tour ponownie odwiedził te dwa miasta. Miało to miejsce 26 lutego i 2 marca 2006 roku. Na występie w Buenos Aires obecne było pięć madres, które Bono przywołał, podczas grania piosenek „Mothers of the Disappeared” oraz „Miss Sarajevo”.